# Winter-Universiade 1972/Ski Alpin
Bei der Winter-Universiade 1972 wurden acht Wettbewerbe im Ski Alpin ausgetragen.

## Bilanz

### Medaillenspiegel
| Platz  | Land               | Gold | Silber | Bronze | Gesamt |
| ------ | ------------------ | ---- | ------ | ------ | ------ |
| 1      | Frankreich         | 2    | 2      | 2      | 6      |
| 2      | Polen              | 2    | –      | –      | 2      |
| 3      | Vereinigte Staaten | 1    | 2      | 1      | 4      |
| 4      | BR Deutschland     | 1    | –      | 1      | 2      |
| 5      | Italien            | 1    | 1      | –      | 2      |
| 6      | Kanada             | 1    | –      | –      | 1      |
| 7      | Österreich         | –    | 1      | 4      | 5      |
| 8      | Japan              | –    | 1      | –      | 1      |
| 8      | Schweden           | –    | 1      | –      | 1      |
| Gesamt | Gesamt             | 8    | 8      | 8      | 24     |

### Medaillengewinner
Männer
| Disziplin    | Gold             | Silber              | Bronze           |
| ------------ | ---------------- | ------------------- | ---------------- |
| Slalom       | Roman Dereziński | Masayoshi Kashiwagi | F. Thomas        |
| Riesenslalom | Jan Bachleda     | Roger Ahlm          | Franz Vogler     |
| Abfahrt      | Eric Stahl       | Jean-Pierre Puthod  | Bill Farrell     |
| Kombination  | Eric Stahl       | Hans Tesar          | Michael Schlegel |

Frauen
| Disziplin    | Gold              | Silber           | Bronze              |
| ------------ | ----------------- | ---------------- | ------------------- |
| Slalom       | Anahid Tasgian    | Caryn West       | Bärbel Edelsbrunner |
| Riesenslalom | Franziska Friedel | Pam Reed         | Pascale Tremoulet   |
| Abfahrt      | Lisa Richardson   | Caroline Rebattu | Anita Haidacher     |
| Kombination  | Caryn West        | Anahid Tasgian   | Bärbel Edelsbrunner |